# Peter Schmoll und seine Nachbarn
Peter Schmoll und seine Nachbarn ( J. 8, Op. 8, Peter Schmoll and his Neighbours ) est le troisième opéra de Carl Maria von Weber et le premier dont la musique a survécu, bien que le livret ait disparu. Écrit en 1801-1802 alors que le compositeur n'avait que 15 ans, il a été créé à Augsbourg l'année suivante. Le livret est tiré d'un roman de Carl Gottlob Cramer.

## Rôles
- Le cuisinier (contralto)
- Hans Bast (basse)
- Karl Pirkner (ténor)
- Martin Schmoll (baryton)
- Minette (soprano)
- Niklas (ténor)
- Peter Schmoll (basse)

## Enregistrement
- Peter Schmoll und seine Nachbarn Busching/Schmidt/Pfeffer, Hagen Philharmonic Orchestra, Gerhard Markson (Marco Polo, 1994)